# 21617 Johnhagen
21617 Johnhagen è un asteroide della fascia principale. Scoperto nel 1999, presenta un'orbita caratterizzata da un semiasse maggiore pari a 2,3411174 UA e da un'eccentricità di 0,1475964, inclinata di 2,42638° rispetto all'eclittica.